# Гельмгольц-центр Дрезден-Россендорф
Гельмгольц-центр Дрезден-Россендорф (ГЦДР) — (нім. Helmholtz-Zentrum Dresden-Rossendorf (HZDR)) — науково-дослідний центр, розташований у Дрездені (Німеччина). З 1 січня 2011 року входить до Гельмгольц асоціації німецьких науково-дослідних інститутів.

## Історія
Колишній науково-дослідний центр Россендорф було засновано у 1956 році Німецькою академією наук. До 1974 року заступником директора був уродженець Німеччини фізик Клаус Фукс.
Після возз'єднання Німеччини він був реорганізований у Дослідницький центр Россендорф. У 2011 році Центр став членом Товариства імені Гельмгольца — асоціації німецьких дослідницьких центрів.

## Науково-дослідницькі програми

### Від матерії до матеріалів
За допомогою сучасного дослідницького обладнання вчені ГЦДР прагнуть поліпшити властивості традиційних матеріалів та розробляти нові. До них, зокрема, належать: моделювання литва сталі, джерел радіаційного випромінювання й ультрасильних магнітних полів для вивчення властивостей різних матеріалів, таких як надпровідники тощо. Фундаментальні дослідження проводяться також із метою отримання можливості використання напівпровідникових матеріалів у електроніці та обчислювальній техніці. Крім того проводяться дослідження магнітних полів у космосі та виникнення речовини внаслідок Великого вибуху.

### Дослідження ракових клітин
Дослідження ракових клітин в ГЦДР фокусується на трьох основних сферах: дослідження в області нових радіоактивних фармацевтичних препаратів для діагностики раку, розробці методів візуалізації, що застосовуються в онкології та поліпшення процесу прискорення часток за допомогою лазерних технологій.

### Дослідження в галузі енергетики
Вченими ГЦДР проводяться дослідження в галузях хімічної та металообробної промисловості, ядерної безпеки, нових технологій для розвідки, видобутку та використання сировини та біокомпозітних матеріалів.

## Структура
Науково-дослідницький центр складається із восьми відділень:
- Інститут іоно-променевої фізики та матеріалознавства
- Лабораторія високих магнітних полів
- Інститут радіохімії
- Інститут безпеки досліджень
- Інститут радіофармакології
- Інститут фізики віпромінювання
- Гельмгольц інститут технології ресурсів у Фрайберзі
- Науково-технічний відділ

## Дослідники ГЦДР
- Вольф Хойфелє — науковий керівник Науково-дослідницького центру Россендорф у 1992—1996 рр.
- Франк Побель — науковий керівник Центру в 1996—2003 рр., згодом очолював лабораторію магнітних полів (Дрезден, 2002—2004 рр.)
- Роланд Зеорбрай — науковий керівник Центру з 2006 р.
- Хайнц Барвіг
- Клаус Фукс